# Kaukasisch vergeet-mij-nietje
Het Kaukasisch vergeet-mij-nietje of balkanvergeet-mij-nietje (Brunnera macrophylla) is een vaste plant die behoort tot de ruwbladigenfamilie (Boraginaceae). De soort staat op de wachtkamerlijst van Nieuwe planten in Nederland. De plant is in Nederland vanuit siertuinen verwilderd en groeit het beste in de halfschaduw tot schaduw. Van nature komt de plant voor in de Kaukasus.
De plant wordt 30-60 cm hoog. Het zowel van boven als van onderen ruwe, 10-15 cm lange blad is niervormig en heeft lange stelen.
Het Kaukasisch vergeet-mij-nietje bloeit van maart tot juni met lichtblauwe bloemen. De bloeiwijze is pluimvormig.

## Cultivars
Er zijn veel cultivars in de handel van Brunnera macrophylla waaronder:
- 'Jack Frost' met zilverkleurig blad
- 'Looking Glass' met donkergrijs blad
- 'Langtrees' met grijs gestippeld blad
- 'Dawson's White' met witte randen
- 'Hadspen Cream' met brede witte randen en lichtergroen blad

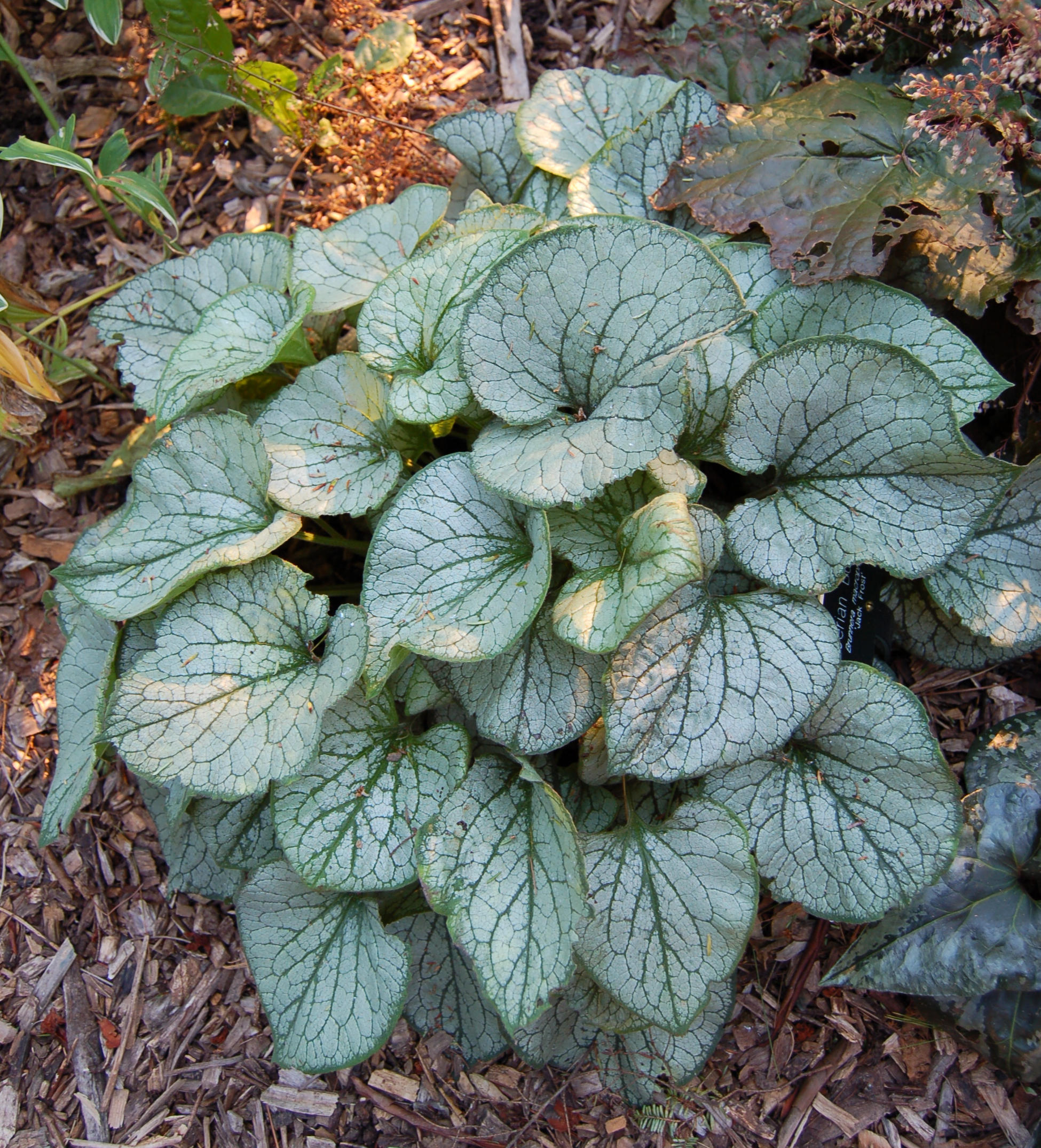
'Jack Frost'

- 'Silver wings'
- 'Variëgata' met witte vlekken
- 'Betty Bowring' met witte bloemen
- 'Silver Heart' met zilverkleurig blad